# Joik

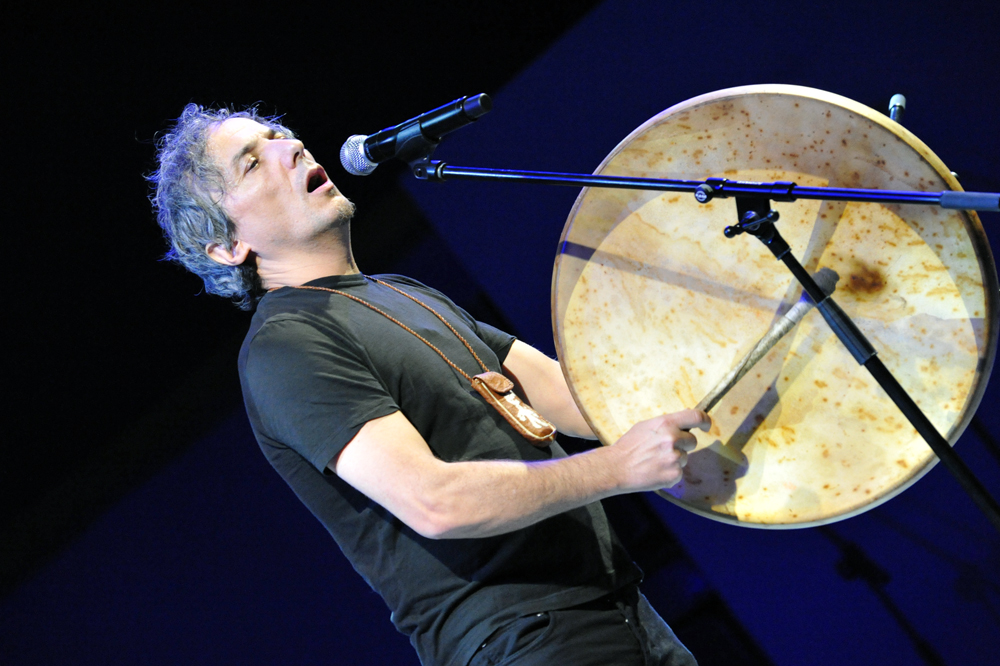
Torgeir Vassvik z Gamvik (płn. Norwegia) w czasie występu w Warszawie, 1 października 2011 r.

Joik – rodzaj ludowego śpiewu Saamów. Joik jest ważnym elementem kultury oralnej Saamów sięgającej czasów przedchrześcijańskich i współcześnie stanowi ważny element saamskiej tożsamości kulturowej.
Zachowane teksty przetrwały dzięki pracy Johannesa Schefferusa "Lapponia" z 1673 roku oraz zapiskom Jacoba Fellmana z początku XIX wieku. 
Joiki mogą opowiadać o miłości, o pochodzeniu i życiu ludu Saamów oraz o walce dobrych (białych) i złych (czarnych) szamanów noaide. Teksty joików różnią się od typowych piosenek - mają budowę cykliczną, bez wyraźnego początku i końca, krótka fraza jest powtarzana, z niewielkimi zmianami, wielokrotnie. Długość takiej frazy waha się od jednosylabowej onomatopei do epickiego poematu. Melodia jest prosta, śpiewana przy bardzo napiętych strunach głosowych, oparta na skali pięciotonowej. 
Funkcją joika jest wyrażenie tożsamości osoby, miejsca lub zwierzęcia, identyfikacja przynależności klanowej, przekazanie wtajemniczonym intymnego portretu danej osoby.
Joikowanie, wraz z użyciem szamańskiego bębna, były ważnymi elementami szamańskich rytuałów. Jako elementy kultury niechrześcijańskiej praktyki te były przez wiele stuleci zakazane.
Współcześnie joiki nagrywają: Wimme Saari, Mari Boine, Nils-Aslak Valkeapää, Kenneth Njuolla, Ulla Pirttijärvi, Ánde Somby, Jon Henrik Fjällgren oraz grupy Vajas, Adjágas, Korpiklaani.
Fjällgren, Saam urodzony w Kolumbii, w 2014 roku wygrał 6. edycję "Talang Sverige", śpiewając joik dedykowany jego zmarłemu przyjacielowi Danielowi, który zginął w wypadku.